# Sportváros Stadion
A Sportváros Stadion egy tervezett stadion Dohában, Katarban.

## A stadion
A stadiont a MEIS Architects cég tervezte. A tervezett befogadóképessége 49 000 fő és 1,6 milliárd dollárba fog kerülni.
A stadionban ezek mellett lesz egy vízipark, egy kongresszusi központ, egy bevásárlóközpont, egy luxushotel, egy kulturális központ, egy sportmúzeum, egy amfiteátrum és irodák.
A stadiont a beduin sátrak inspirálták, a teteje részletesen bezárható.
A 2022-es világbajnokság után ez lesz az egyetlen stadion, amelynek befogadóképességét nem fogják csökkenteni.
Az épületet a tetején található napelemek látják el.

## 2022-es labdarúgó-világbajnokság
A 2022-es világbajnokságon a stadion csoportmérkőzéseknek és a bronzmérkőzésnek fog otthont adni.